# Campanile di San Marco
Il campanile di San Marco è uno dei simboli più importanti della città di Venezia. Assieme all'omonima basilica ed all'omonima piazza sottostante, da cui prende il nome, è il principale monumento di Venezia ed uno dei simboli d'Italia. I veneziani lo chiamano affettuosamente El parón de casa (Il padrone di casa).
Alto 98,6 metri, è uno dei campanili più alti d'Italia, ergendosi, isolato, in un angolo di piazza San Marco, di fronte alla basilica. Di forma semplice, si compone di una canna di mattoni a pianta quadrata, scanalata, avente un lato di 12 metri ed alta circa 50 metri, sopra la quale si trova la cella campanaria, ad archi.
La cella campanaria è a sua volta sormontata da un dado, sulle cui facce sono raffigurati alternativamente due leoni andanti e le figure femminili di Venezia (la Giustizia). Il tutto è completato dalla cuspide, di forma piramidale, sulla cui sommità, montata su una piattaforma rotante per funzionare come segnavento, è posta la statua dorata dell'arcangelo Gabriele. La base della costruzione è impreziosita, dal lato rivolto verso la basilica, dalla loggetta del Sansovino.
Il campanile antico crollò disastrosamente nel 1902 e quello odierno è il risultato della ricostruzione "come era, dove era", completata nel 1912.
Il campanile è stato fonte di ispirazione per diversi edifici, tra cui la Sather Tower nel campus di Berkeley University, il Metropolitan Life Insurance Company Tower a New York e la Torre commemorativa di Himmelbjerget in Danimarca.

## Storia

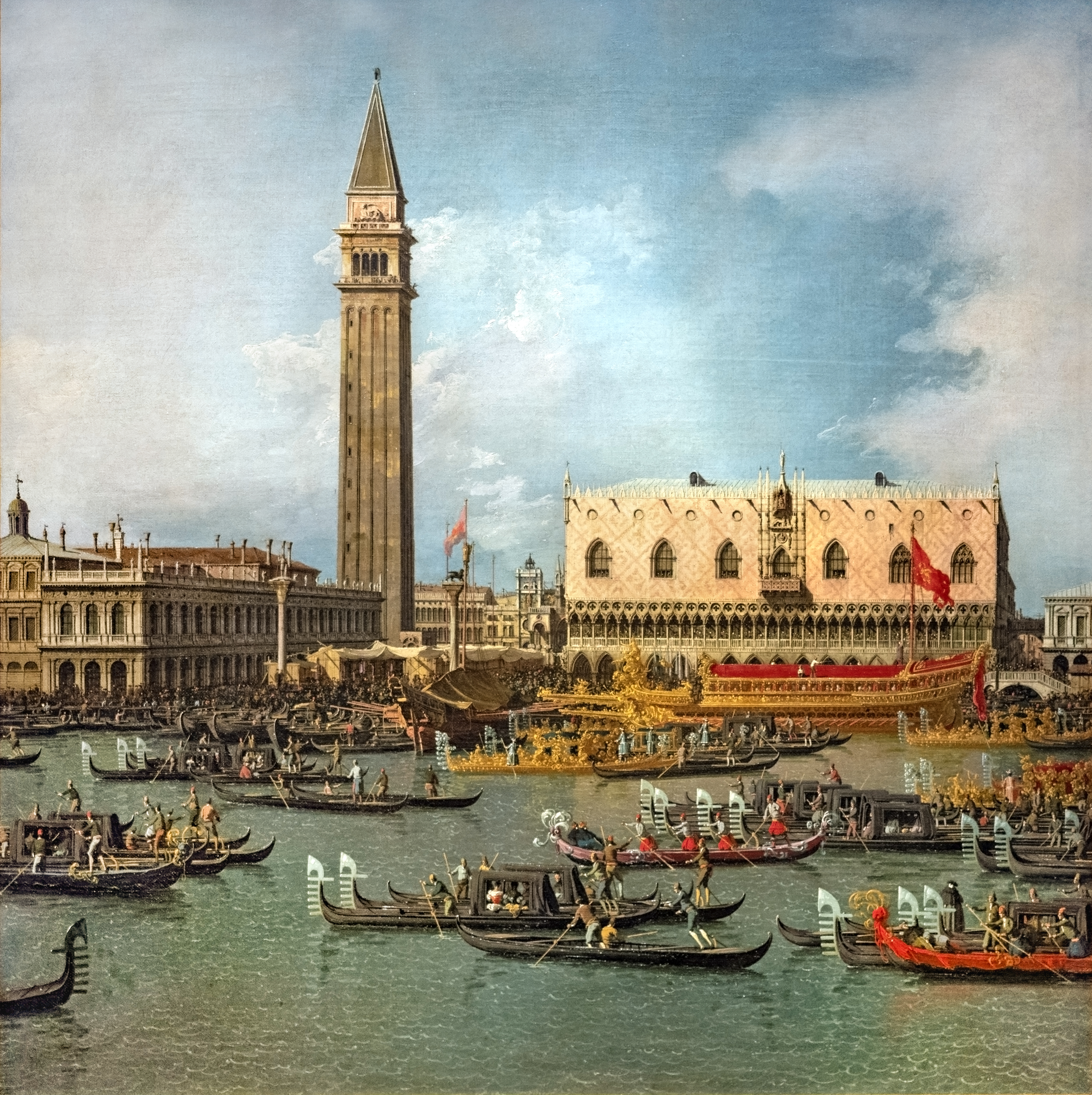
Giovanni Antonio Canal detto il Canaletto, il molo di Venezia con veduta del campanile, olio su tela

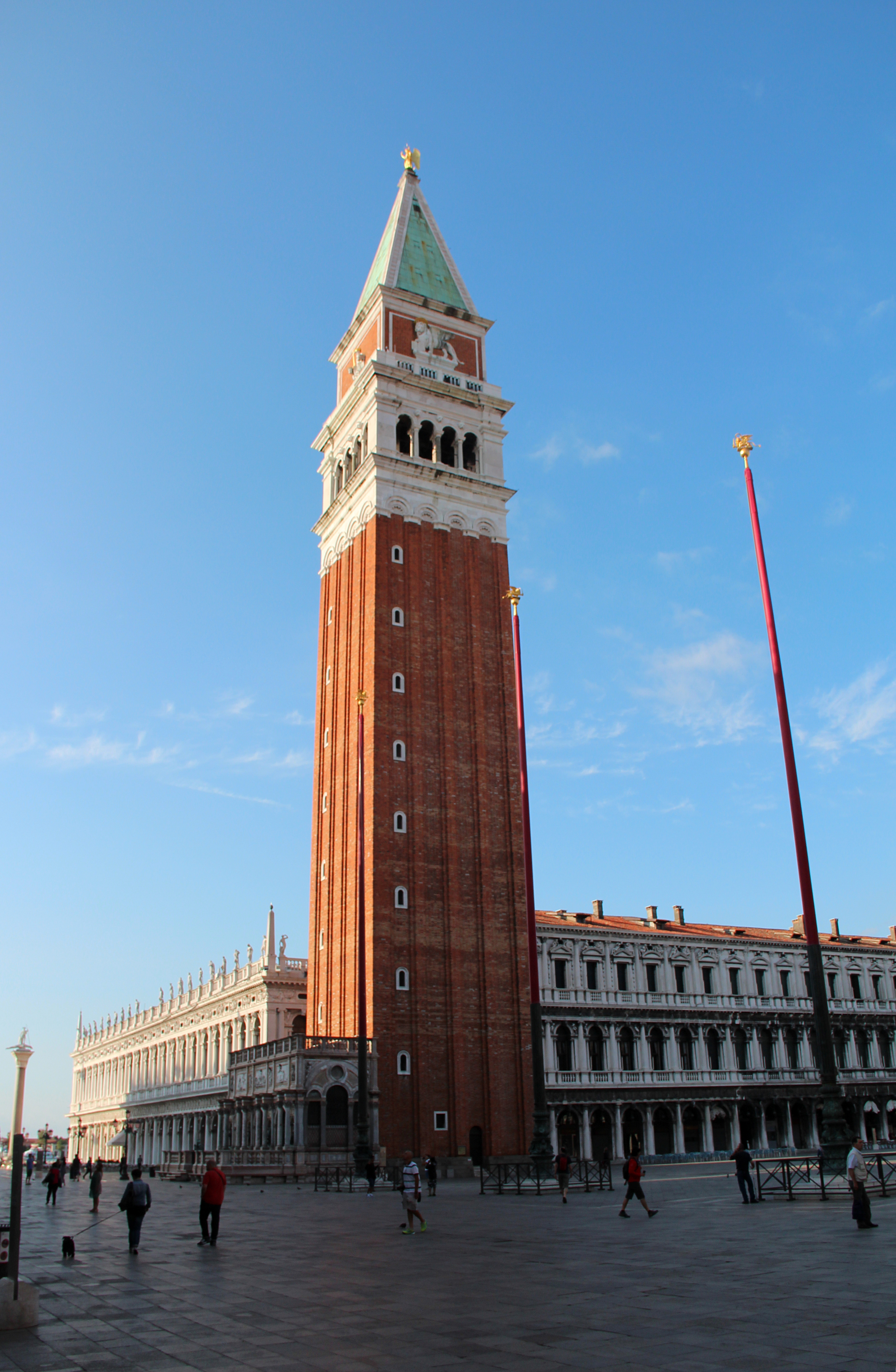
Il campanile visto dalla piazza San Marco

La costruzione su cui poi venne eretto il campanile ebbe in origine funzione di torre d'avvistamento e di faro e venne iniziata nel IX secolo durante il dogado di Pietro Tribuno su fondazioni, secondo una discussa ipotesi, di origine romana. La costruzione venne rimaneggiata nel XII secolo dall'architetto Buono, durante il dogado di Domenico Morosini, su imitazione dei campanili di Aquileia e soprattutto di San Mercuriale a Forlì, e ancora nel XIV secolo, durante il quale furono chiamati ingegneri da Olanda e Francia per rinforzare la struttura.
La torre, già seriamente danneggiata nel 1489 da un fulmine, che ne distrusse la cuspide in legno, venne gravemente colpita da un terremoto nel marzo 1511, rendendo necessario l'avvio di opere di consolidamento. Questi lavori, iniziati dall'architetto Giorgio Spavento, vennero poi eseguiti sotto la direzione del bergamasco Pietro Bon, Proto dei Procuratori di San Marco, dando al campanile l'aspetto definitivo. In particolare venne riedificata la cella campanaria, realizzata in marmo, al disopra della quale, per dare maggiore slancio, venne realizzato un attico sulle cui facce vennero poste sculture raffiguranti il leone di San Marco e Venezia, il tutto sovrastato da una slanciata cuspide in bronzo per rendere la torre visibile dal mare. I lavori vennero completati il 6 luglio 1513 con il collocamento della statua in legno dorato dell'Arcangelo Gabriele, nel corso di una cerimonia di festeggiamento che viene ricordata da Marin Sanudo.
Nel 1609 Galileo Galilei utilizzò questo campanile per fare una dimostrazione del suo cannocchiale.
Nei secoli vennero fatti numerosi interventi, spesso per riparare i danni causati dai fulmini: a causa dell'altezza della struttura e delle strutture in ferro che la rinforzavano, il campanile era diventato un parafulmine naturale. Numerose furono le scariche atmosferiche che lo colpirono nei secoli, incendiandolo, facendogli cadere la cima o provocando squarci nella struttura. I maggiori danni sono riportati negli anni 1388, 1417, 1489, 1548, 1565, 1582, 1653, 1745, 1761 e 1762. Nel 1653 fu Baldassare Longhena a seguire i restauri. Altri ne vennero eseguiti dopo che, il 13 aprile 1745, l'ennesimo fulmine provocò uno squarcio della muratura, causando fra l'altro alcuni morti in seguito alla caduta di detriti. Finalmente nel 1776 l'astronomo padovano Giuseppe Toaldo dotò il campanile di un parafulmine.

La sera del 30 settembre 1786, Goethe, in visita a Venezia, salì sul campanile per scorgere il panorama della laguna e vide per la prima volta il mare: 
(Goethe, Viaggio in Italia)
Nel 1820 venne sostituita la statua dell'angelo con una nuova, realizzata da Luigi Zandomeneghi e posta in opera nel 1822. In seguito al crollo del campanile del 1902, la statua dell'Arcangelo Gabriele venne danneggiata e il restauro fu affidato a Gioacchino Dorigo, il quale, all'epoca, realizzava oggetti artistici in ferro battuto, rame e ottone per il suo negozio in Calle dei Fabbri.

### Il crollo e la ricostruzione

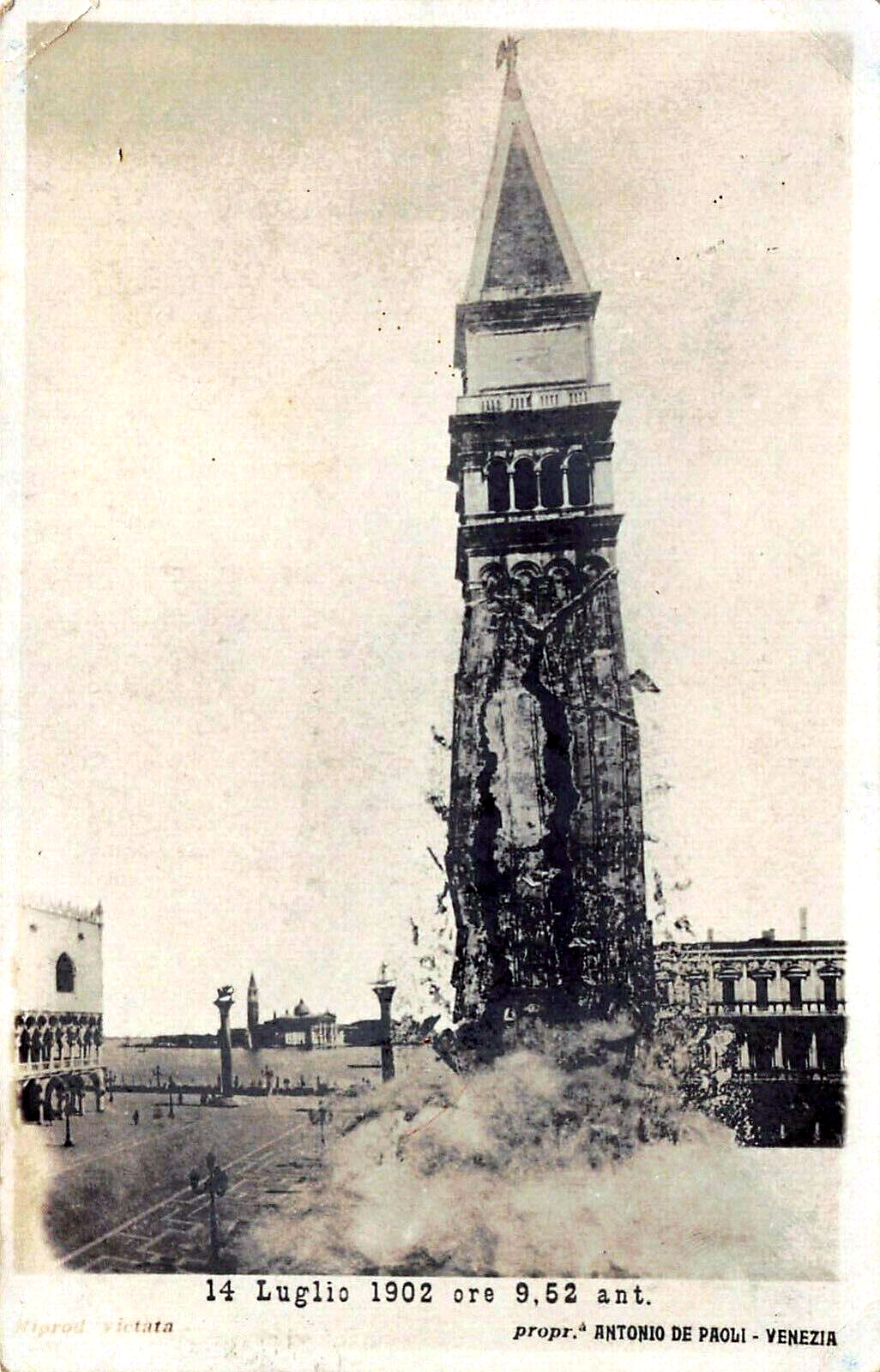
Una delle tante immagini ricostruite che rappresentano il crollo del campanile

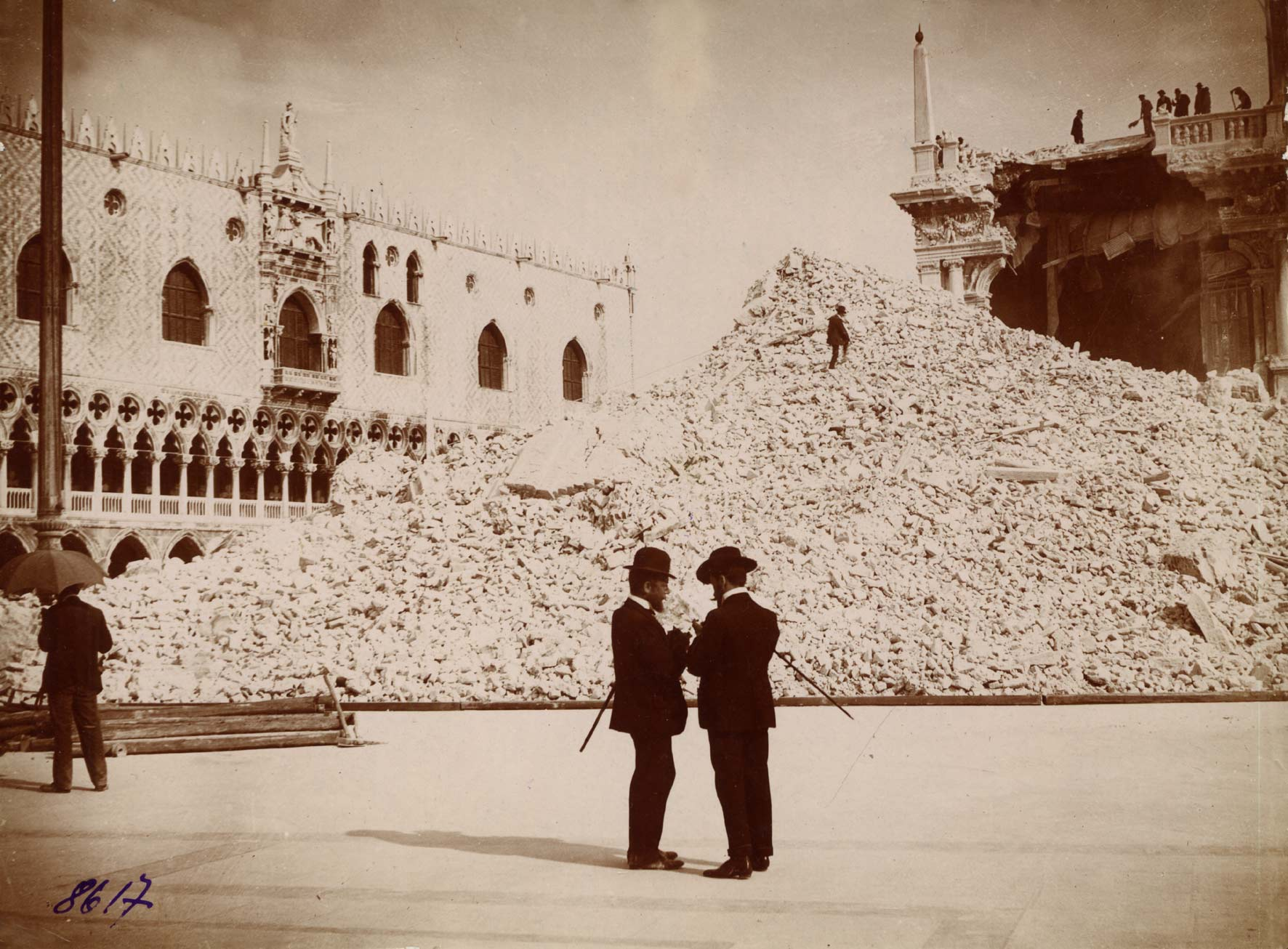
Le macerie del campanile

Durante la primavera del 1902 si manifestarono segnali preoccupanti, sotto forma di screpolature e di una fenditura sul lato settentrionale che andò via via allargandosi. Secondo gli studi dell'architetto Luca Beltrami, le principali cause del progressivo indebolimento e successivo cedimento sono da ritrovare nelle deficienze di solidità, l'età stessa del monumento e le alterazioni apportate.  Alcuni sopralluoghi tecnici esclusero la presenza di problemi strutturali seri. Tuttavia, il 12 luglio furono rilevate le rotture di numerosi "vetrini spia" (usati un tempo per controllare l'evoluzione delle crepe nei muri, oggi sostituiti dai fessurimetri) e una copiosa caduta di calcinacci. La sera del 13 luglio fu annullato poco prima dell'inizio, tra il malumore della folla, un concerto della banda del 18º Reggimento di fanteria che avrebbe dovuto tenersi nella piazza.
Infine, la mattina di lunedì 14 luglio, alle 9:47 (o, secondo altre fonti, alle 9:52), il campanile crollò.
La polvere si rovescia ovunque, come la cenere di un'eruzione vulcanica, e acceca la gente terrorizzata che si disperde spezzando i vetri dei negozi in una fuga pazza". Poco prima, alle 9:30, una squadra di tecnici aveva appoggiato una scala per dei controlli e aveva dovuto fuggire precipitosamente, riuscendo a fare sgomberare l'area circostante.

Le macerie del campanile, 1902

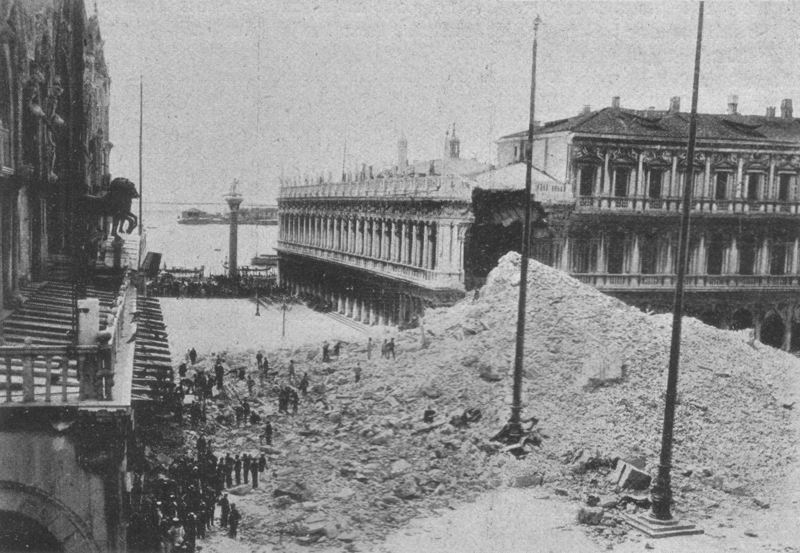
I resti del campanile

Non ci furono vittime, tranne il gatto del custode (fatto peraltro negato da alcuni giornalisti all'epoca) e, vista la posizione della costruzione, i danni furono relativamente limitati. Vennero distrutte completamente la loggetta alla base del campanile e il lato meridionale verso la Libreria di San Marco del Sansovino. La "pietra del bando", un tozzo tronco di colonna in porfido, su cui al tempo della repubblica venivano bandite le leggi, protesse dalle macerie l'angolo della basilica di San Marco, salvandola dal crollo.
Nella serata il consiglio comunale, riunito d'urgenza, ne deliberò la ricostruzione, stanziando 500 000 lire per contribuire ai lavori. Il sindaco Filippo Grimani, durante il discorso in occasione della posa della prima pietra, il 25 aprile 1903 pronunziò più volte la famosa frase che diventerà il motto di questa ricostruzione:
 I lavori, su progetto degli architetti milanesi Luca Beltrami e Gaetano Moretti, che videro tra l'altro il rifacimento dei leoni che erano stati scalpellati durante la dominazione austriaca, durarono fino al 6 marzo 1912. La struttura portante, per alleggerire il carico, fu realizzata in calcestruzzo armato con il sistema Hennebique dall'impresa dell'ingegnere Giovanni Antonio Porcheddu. Il manifesto creato dal pittore Adolfo de Carolis per la VIII Esposizione internazionale d'arte testimonia i lavori in corso nel 1909 sul campanile. Le macerie risultanti dal crollo, una volta recuperate le parti riutilizzabili, furono scaricate in mare vicino a Punta Sabbioni.

### La scoperta dei resti sommersi del campanile di San Marco
Nel dicembre del 2004, nel corso di un’indagine subacquea nei fondali marini antistanti le bocche di porto della laguna di Venezia, il capitano Andrea Falconi, a bordo dell’unità idrografica M/n Milvus dell’impresa Safety-Sub s.c. di Venezia, ha identificato, a venti metri di profondità, alcuni affioramenti costituiti in massima parte da manufatti in laterizio.
Dalle osservazioni dirette svolte dagli operatori subacquei dell’impresa Safety-Sub s.c., durante l’esecuzione dei rilievi video e fotografici, sono stati identificati mattoni di aspetto antico, delle dimensioni di cm 25x11x5 circa, blocchi di muratura laterizia ed altri residui edili in grande quantità.
A seguito della scoperta, il capitano Andrea Falconi ricordò alcuni testi riportati nel libro "Il Campanile di San Marco. Il crollo, la ricostruzione, 14 luglio 1902–25 aprile 1912, Catalogo della mostra in Palazzo Ducale (14 luglio - 31 dicembre 1992) per il 90º anniversario della caduta", che raccontava l'inabissamento del materiale non recuperabile risultante dal crollo, composto per lo più da mattoni frantumati.
Dal volume, infatti, si evince che l'architetto incaricato dell'inabissamento, Giacomo Boni, organizzò una vera e propria cerimonia: le macerie vennero caricate a bordo di una bettolina trainata da un piroscafo, dove venne posto “un lauro troncato” e un mattone avvolto con fronde d’alloro proveniente da Aquileia, sul quale lo stesso architetto incise la data del 14 luglio 1902. Un corteo partì da San Marco, dirigendosi tre miglia al largo della bocca di porto di San Nicolò, dove una bambina di nome Gigeta lanciò in acqua il mattone inciso, dando avvio all’affondamento.
Il capitano Andrea Falconi, in considerazione della posizione geografica del sito di rinvenimento e dei fatti storici citati, ha ipotizzato che i materiali individuati potessero, con buona probabilità, appartenere alle macerie provenienti dal crollo dell’antico campanile di San Marco.
Furono informate sollecitamente del rinvenimento l’Autorità Marittima e la Soprintendenza Archeologica per il Veneto; quest’ultima, dopo un sopralluogo, ha confermato l’ipotesi.
Diversi programmi televisivi e articoli hanno parlato della scoperta:
- Linea blu nel 2005[14];
- Freedom nel 2019[15];
- Argo Venezia[16].

### Il nuovo campanile
Il nuovo campanile venne inaugurato il 25 aprile 1912, in occasione della festa di san Marco. L'inaugurazione del ricostruito campanile fu celebrata anche con un'emissione filatelica, composta da due valori (5 e 15 centesimi di lira), nella cui vignetta, ai lati del campanile, campeggiano le iscrizioni: "Come era, dove era" sulla destra e le date del crollo e della fine dei lavori, in numeri romani, sulla sinistra. L'emissione fu venduta esclusivamente negli uffici postali del Veneto, circostanza, questa, simile nel campo filatelico a quella verificatasi nel 1910 con le emissioni che celebravano il cinquantenario del Risorgimento in Sicilia e del plebiscito dell'Italia meridionale (prima emissione commemorativa della storia filatelica italiana), emissioni che furono vendute rispettivamente soltanto in Sicilia e nelle ex province napoletane.

### Storia recente
Nel 1962 lungo la canna del campanile è stato installato un ascensore che permette ai visitatori di ammirare il paesaggio di Venezia dall'alto, raggiungendo la cella campanaria in 30 secondi.
Nella notte fra l'8 e il 9 maggio 1997 un gruppo di indipendentisti veneti, in seguito definiti serenissimi, occupò la piazza e il campanile di San Marco. Dopo poche ore l'intervento del GIS dei Carabinieri pose fine alla dimostrazione.

## Campane

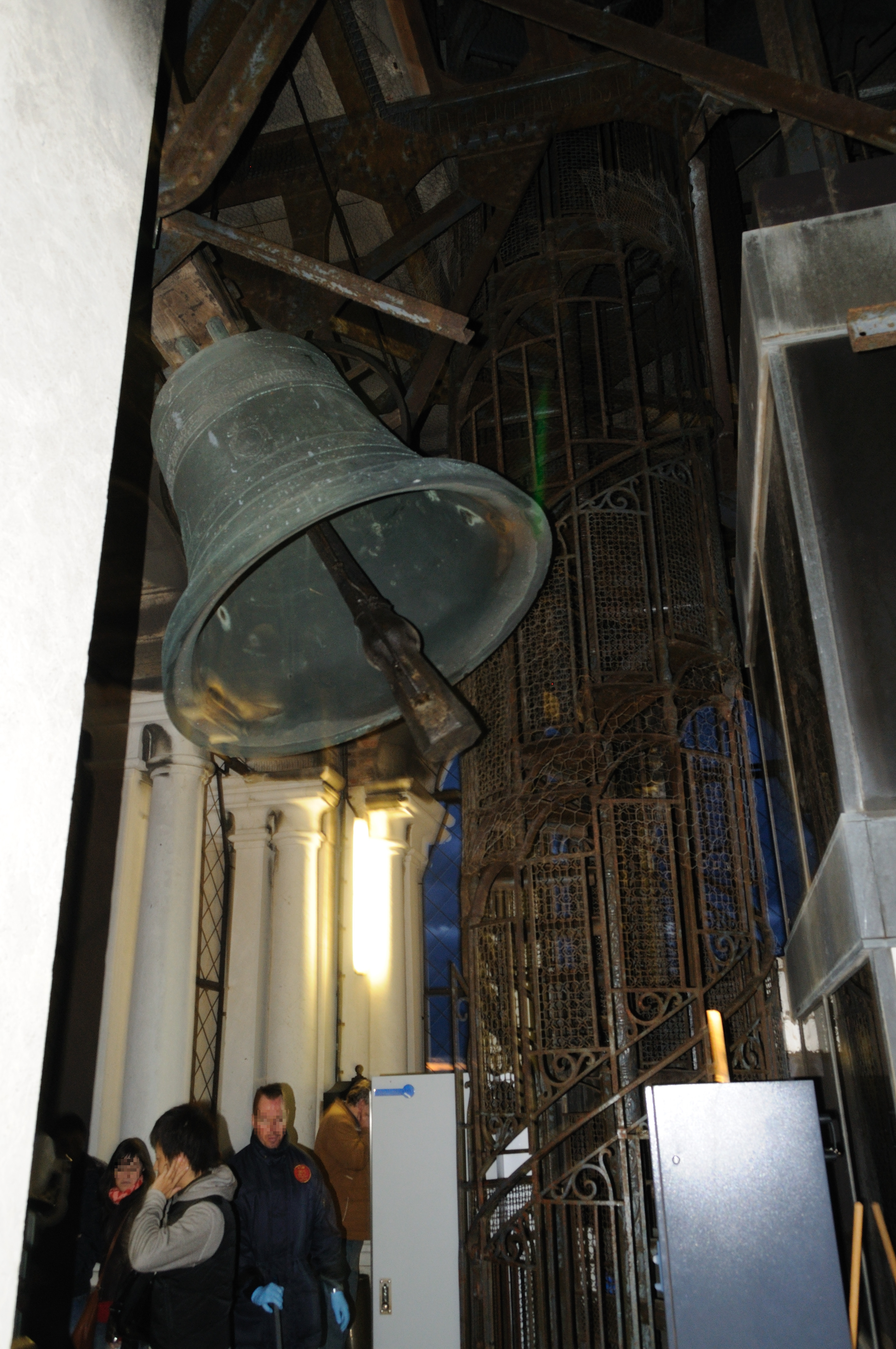
Suono serale della Pregadi (quarta campana)

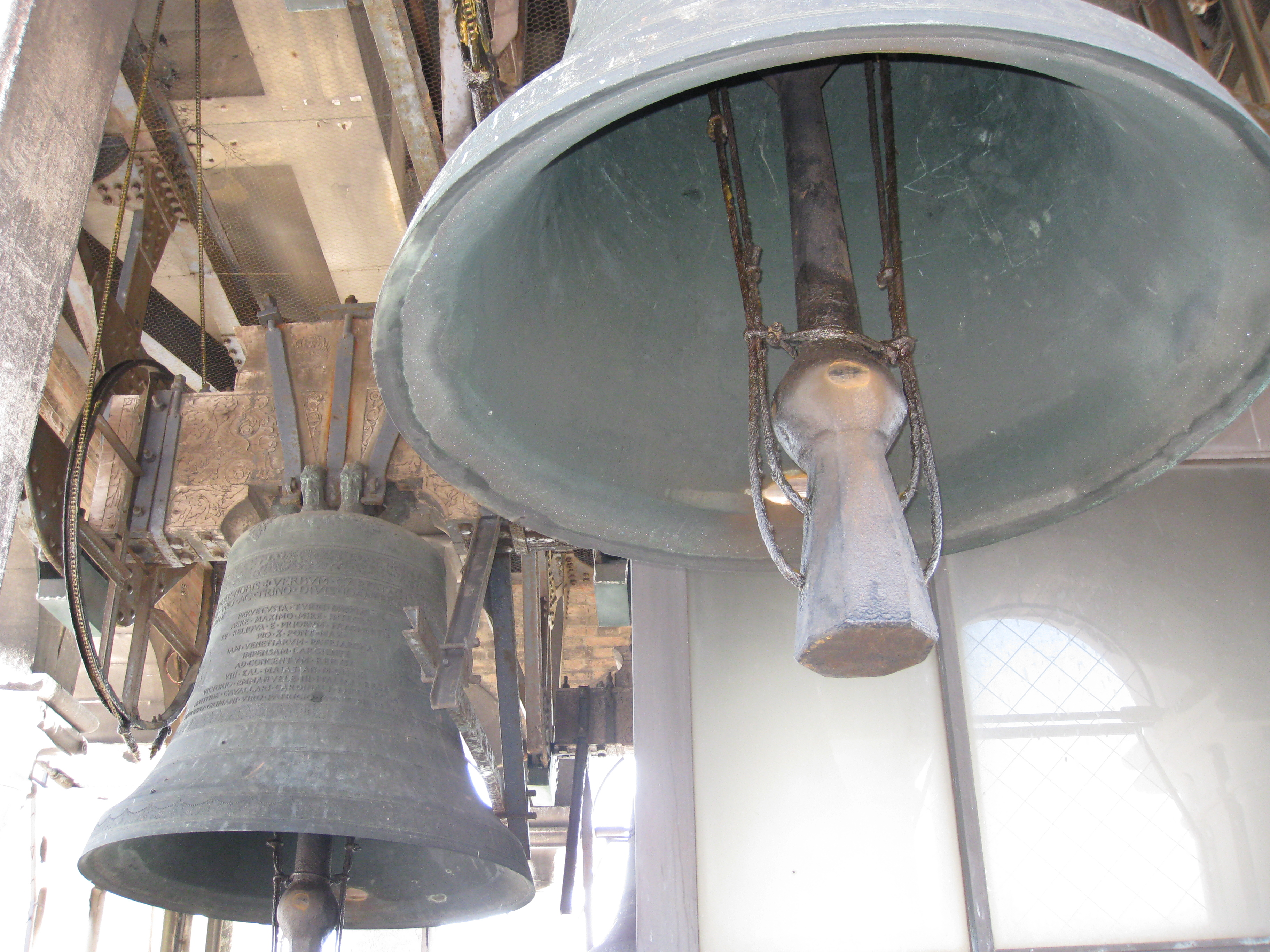
Particolare della cella campanaria, primo piano della Nona e della Trottiera

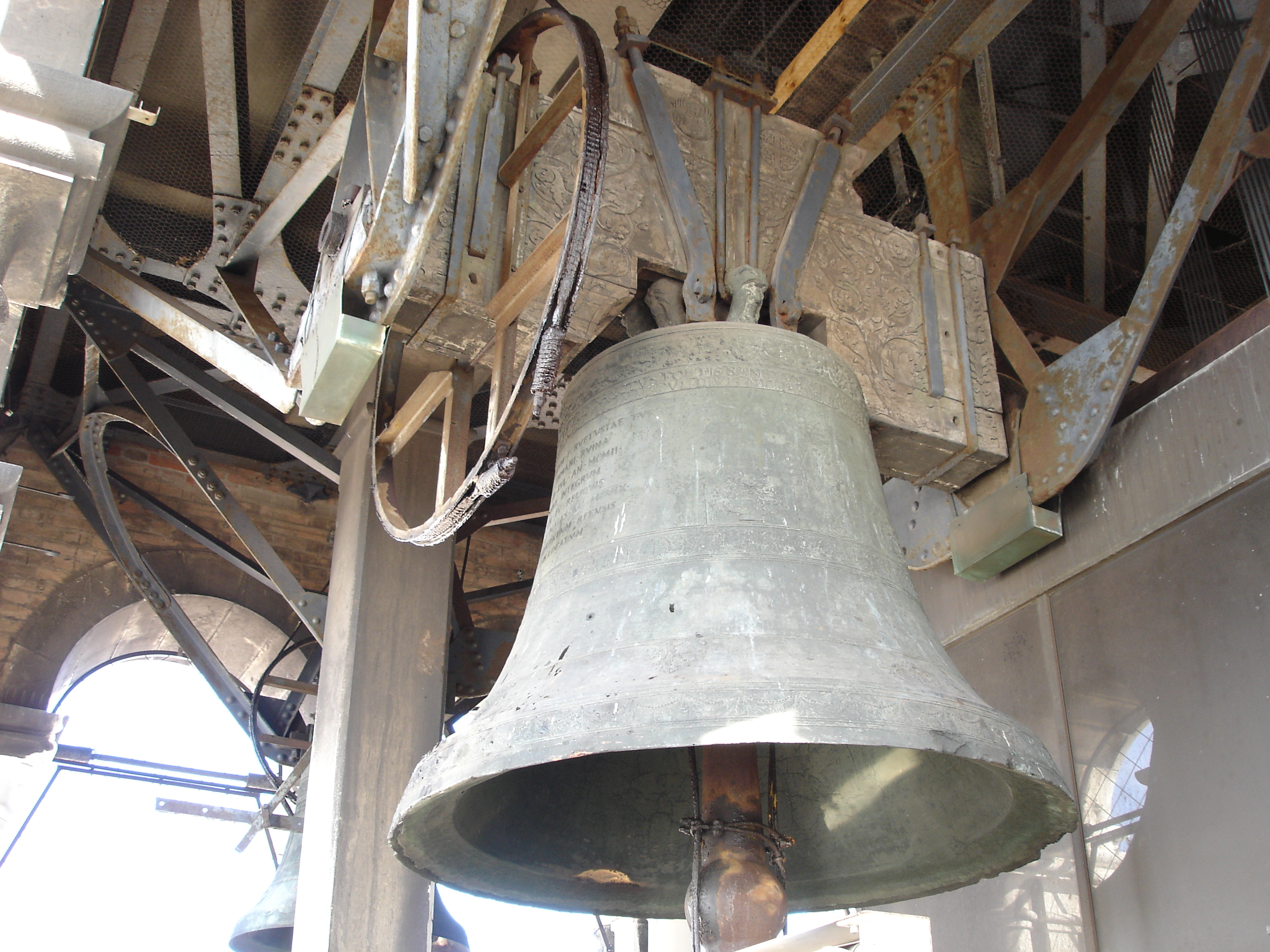
Cella campanaria del campanile, primo piano della Marangona e dietro la Renghiera

Nel 1819/20 il fonditore Domenico Canciani Dalla Venezia fuse un nuovo concerto, composto da 5 campane, con i resti delle vecchie campane (tra le quali la maggiore, del peso di oltre 40 quintali); di questo concerto, nel crollo del 1902, si salvò solo la campana maggiore, erede della famosa Marangona. Le campane spezzatesi durante il crollo del campanile furono invece rifuse, riutilizzando i frammenti delle vecchie 4 campane per fonderne le nuove. Queste nuove campane vennero donate da papa Pio X. Il nuovo concerto, realizzato dai fonditori Barigozzi di Milano nel 1909 in una fonderia costruita appositamente sull'isola di Sant'Elena, è composto di cinque campane, i cui nomi sono legati alle occasioni in cui venivano anticamente utilizzate:
- Marangona o Carpentiera o Campanon (prima), nota La2, fusa da Domenico Canciani nel 1819/20, diametro di 180 cm; peso di 36,25 quintali;
è la campana maggiore e l'unica ad essersi salvata dal crollo del precedente campanile nel 1902; i suoi rintocchi annunciavano l'inizio e la fine dell'orario di lavoro dei marangoni (da cui la campana prende il nome), cioè dei carpentieri dell'Arsenale (e questo suono tradizionale è rimasto in parte tutt'oggi con la distesa della Nona a mezzogiorno, che oltre ad annunciare l'Angelus ricorda la fine dell'orario di lavoro; e alle 14:00, con la distesa delle 2 campane minori, ad annunciare l'inizio del lavoro pomeridiano, appunto). La Marangona suonava inoltre per le sedute del Maggior Consiglio.
- Nona o Mezzana (seconda), nota Si2 calante, fusa dai Fratelli Barigozzi di Milano nel 1909, diametro di 156 cm; peso di 25,56 quintali;
Ha sempre suonato a mezzogiorno e a mezzanotte e tuttora suona mezzogiorno e mezzanotte, era l'orario in cui si potevano spedire le ultime lettere a Rialto.
- Trottiera (terza), nota Do♯3 calante, fusa dai Fratelli Barigozzi di Milano nel 1909, diametro di 138,5 cm; peso di 18,07 quintali;
Suonava per dare il secondo segnale ai nobili che dovevano partecipare alle riunioni del Maggior Consiglio.
- Pregadi o  Pregadio o Mezza Terza (quarta), Re3 calante, fusa dai Fratelli Barigozzi di Milano nel 1909; diametro di 129 cm; peso di 13,66 quintali;
Suonava per le riunioni del Senato, i cui membri erano detti Pregadi; per tutte le funzioni religiose e alle prime luci dell'alba.
- Renghiera o Maleficio (quinta), nota Mi3 calante, fusa dai Fratelli Barigozzi di Milano nel 1909, diametro di 116 cm; peso di 10,11 quintali;
è la minore delle campane e annunciava le esecuzioni capitali che avvenivano tra le colonne di San Marco e San Todaro.

Il plenum, cioè il suono a distesa di tutte le campane contemporaneamente, avveniva solo per le maggiori solennità dell'anno liturgico e per la festa di San Marco (25 aprile).
Queste 5 campane sono state inceppate a slancio con i ceppi in legno dalla Morellato, originariamente elettrificate nel 1953 dalla ditta svizzera "Schlieren - Wagons & Ascenseurs", e attualmente in manutenzione dalla Vanin di Trebaseleghe (PD), che ha rifatto l'impianto nel 1996.
A gennaio 2018 la Procuratoria della Basilica di San Marco ha deciso di installare 5 elettro-percussori esterni per ciascuna delle 5 campane. Questi "martelli" simulano, mediante dei rintocchi disordinati, il suono tradizionale a distesa a slancio (campana in movimento o meglio a dondolo in cui il battaglio vola e percuote il lato superiore del bronzo). Già nel 2017 era stato installato un martello sulla seconda campana denominata Nona per simulare la distesa di mezzogiorno. Questi martelli sono stati installati per la sicurezza dei turisti nonostante che le campane vengano revisionate ogni mese e non si sia mai verificato nessun incidente.
Nemmeno il plenum delle 5 campane, nelle solennità, viene più eseguito con le campane a distesa a slancio, durante gli orari di apertura del campanile.

## "L'ombra"
In passato, la base del campanile era circondata da osterie e botteghe in legno, che vennero demolite in seguito ad una delibera del Consiglio comunale del 1872. Da queste deriva il modo di dire veneziano andemo a béver n'ombra (andiamo a bere un'ombra), contrazione metonìmica per andémo a béver un gòto de vin a l'ombra del campanìl (andiamo a bere un bicchiere di vino all'ombra del campanile). Inoltre, ai tempi della repubblica di Venezia, alcuni reati, in particolare se commessi dal clero, erano puniti col suplissio dela chèba ovvero con l'esposizione del condannato in una gabbia appesa al campanile.

## Il volo dell'angelo
Durante il carnevale di Venezia, il giovedì grasso, una delle attrazioni consisteva nello svolo de l'angelo o del turco. Era l'esibizione di un equilibrista che scendeva dal campanile a una barca ancorata nel bacino di san Marco camminando lungo una fune. In seguito, probabilmente a causa di cadute, venne sostituito da una colomba di legno. Ancora oggi, con alcune varianti sul tema originale, si può assistere allo spettacolo del volo della colombina, durante la domenica precedente il giovedì grasso. Il tragitto però va dal campanile alla loggia del Palazzo Ducale, inscenando l'antico rito di omaggiare di uno scettro il doge che proclama l'inizio del Carnevale in un tripudio di coriandoli e palloncini. Per l'esattezza è il carnevale del 2001 che ha segnato un ritorno alla tradizione dei carnevali settecenteschi rimettendo in scena nuovamente, dopo secoli, il volo dell'angelo, così come si svolgeva i tempi della Serenissima. Da quell'anno infatti la manifestazione simbolo del carnevale, il volo dal campanile di San Marco al Palazzo Ducale, è tornata ad essere eseguita da un "angelo" in carne e ossa, sostituendo la più recente colombina pupazzo.

## Influenza su altri monumenti

Macerie del campanile di san Marco, tra di esse si scorge la Marangona

- I campanili delle chiese di Sant'Eufemia a Rovigno, di San Giorgio a Pirano e Trezzo sull'Adda furono costruiti sul modello del fratello maggiore veneziano.
- Il campanile della Chiesa di Santa Maria Immacolata e San Giovanni Berchmans a Roma è ispirato al campanile veneziano, pur presentando qualche differenza: oltre ad avere complessivamente dimensioni minori, la cella campanaria ha 3 finestre per lato invece di 4, il dado è posto al di sotto della cella stessa anziché sopra e su 2 facce reca un orologio, sulla sommità c'è una croce e non un angelo, la canna ha 2 scanalature anziché 4.
- A Las Vegas, Nevada, una delle attrazioni è costituita dall'hotel Venetian. L'albergo è una spettacolare riproduzione di piazza San Marco, compresa una replica del campanile alta diverse decine di metri.
- I progettisti della Metropolitan Life Insurance Company Tower di New York si sono ispirati al campanile.
- Al momento della sua prima ascensione, avvenuta nell'agosto del 1902, una cima del Gruppo delle Marmarole prese il nome del campanile appena crollato.
- La Sather Tower all'Università della California - Berkeley (progettata nel 1903 e completata nel 1915) è comunemente nota come Il Campanile perché il suo design era ispirato dal campanile di san Marco.
- Il campanile della Chiesa di San Rocco di Dolo (costruito tra il 1790 ed il 1836) molto simile al campanile di San Marco anche se di dimensioni ridotte.

## Galleria d'immagini

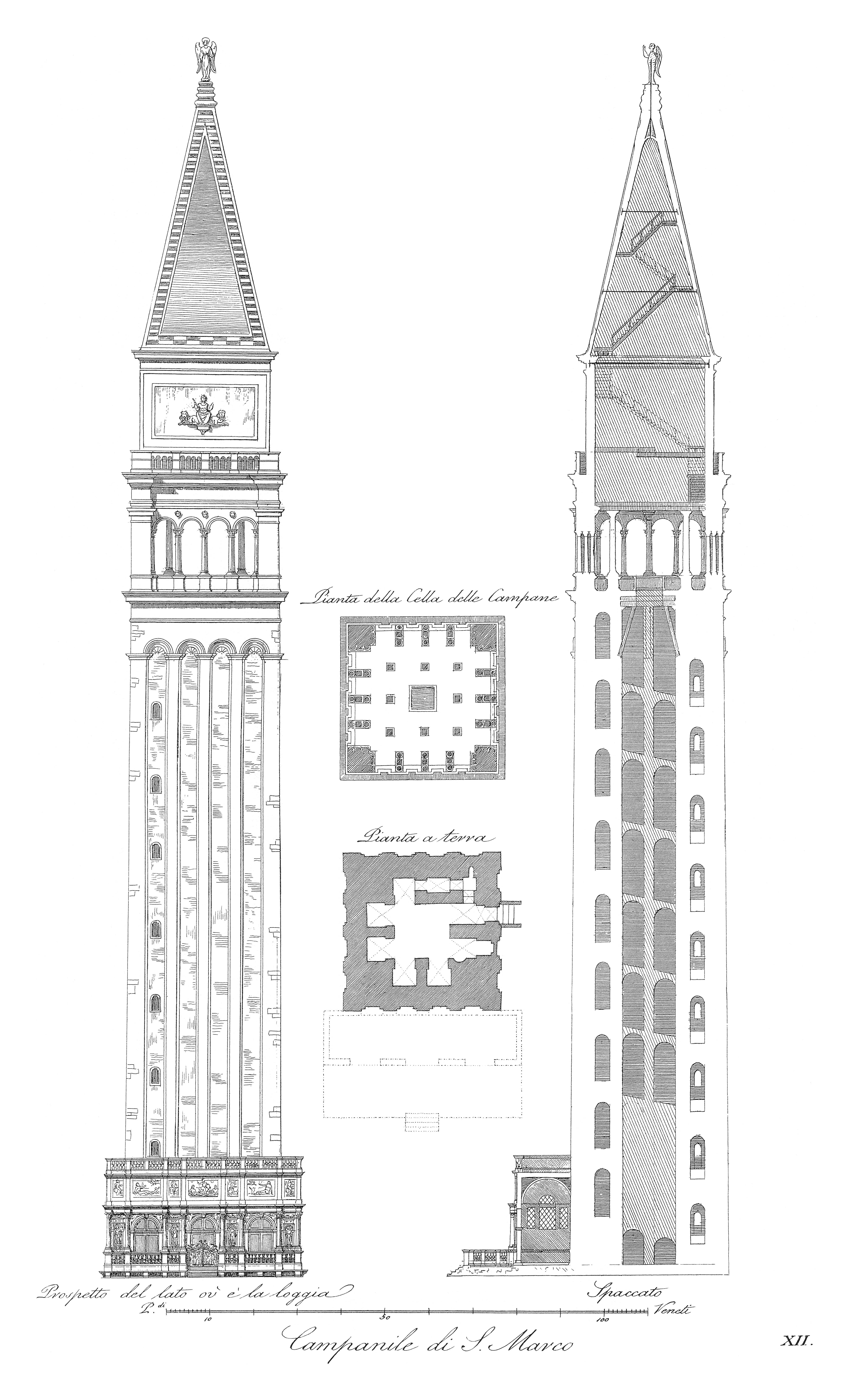
Schema del campanile
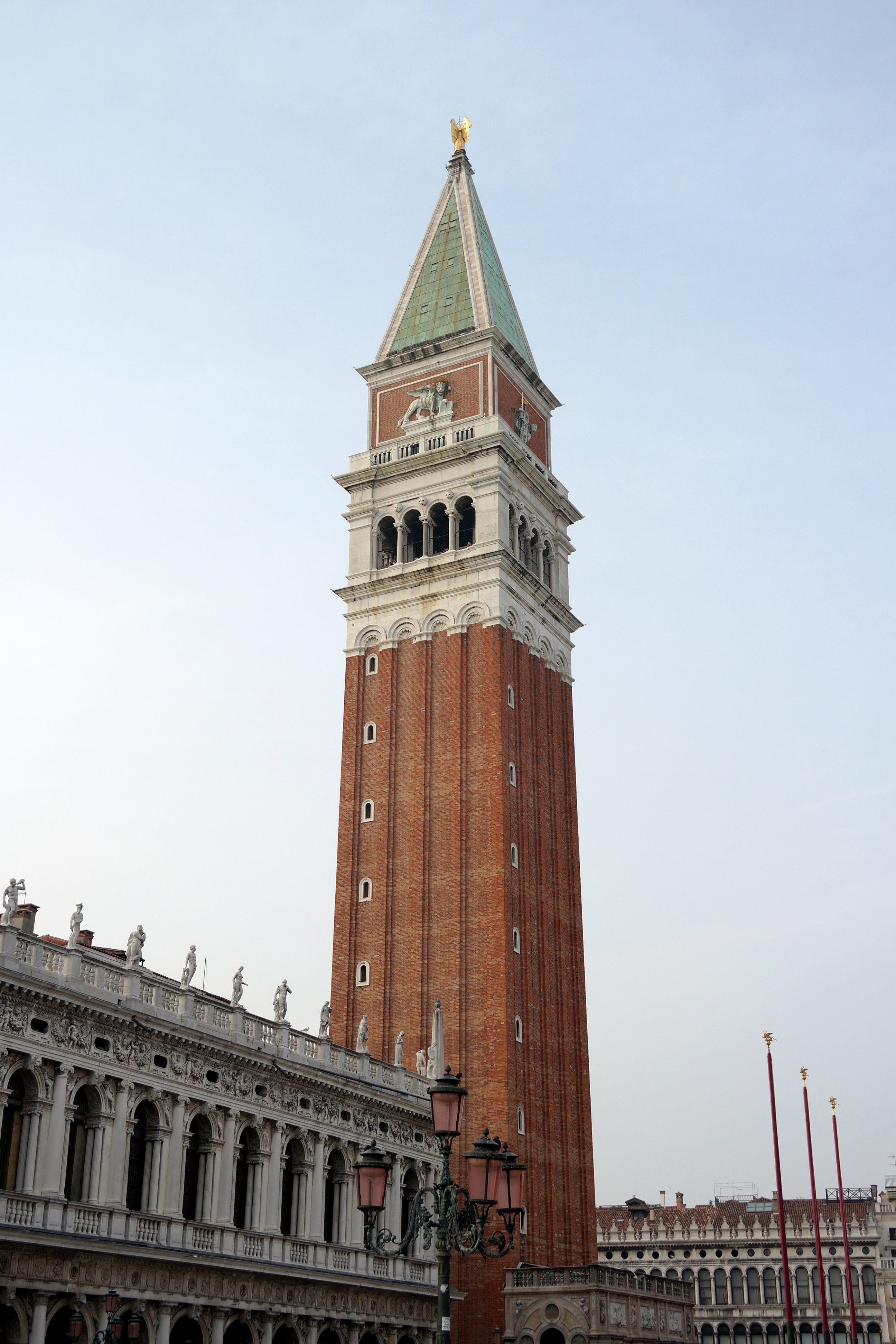
Il campanile visto dalla Piazzetta
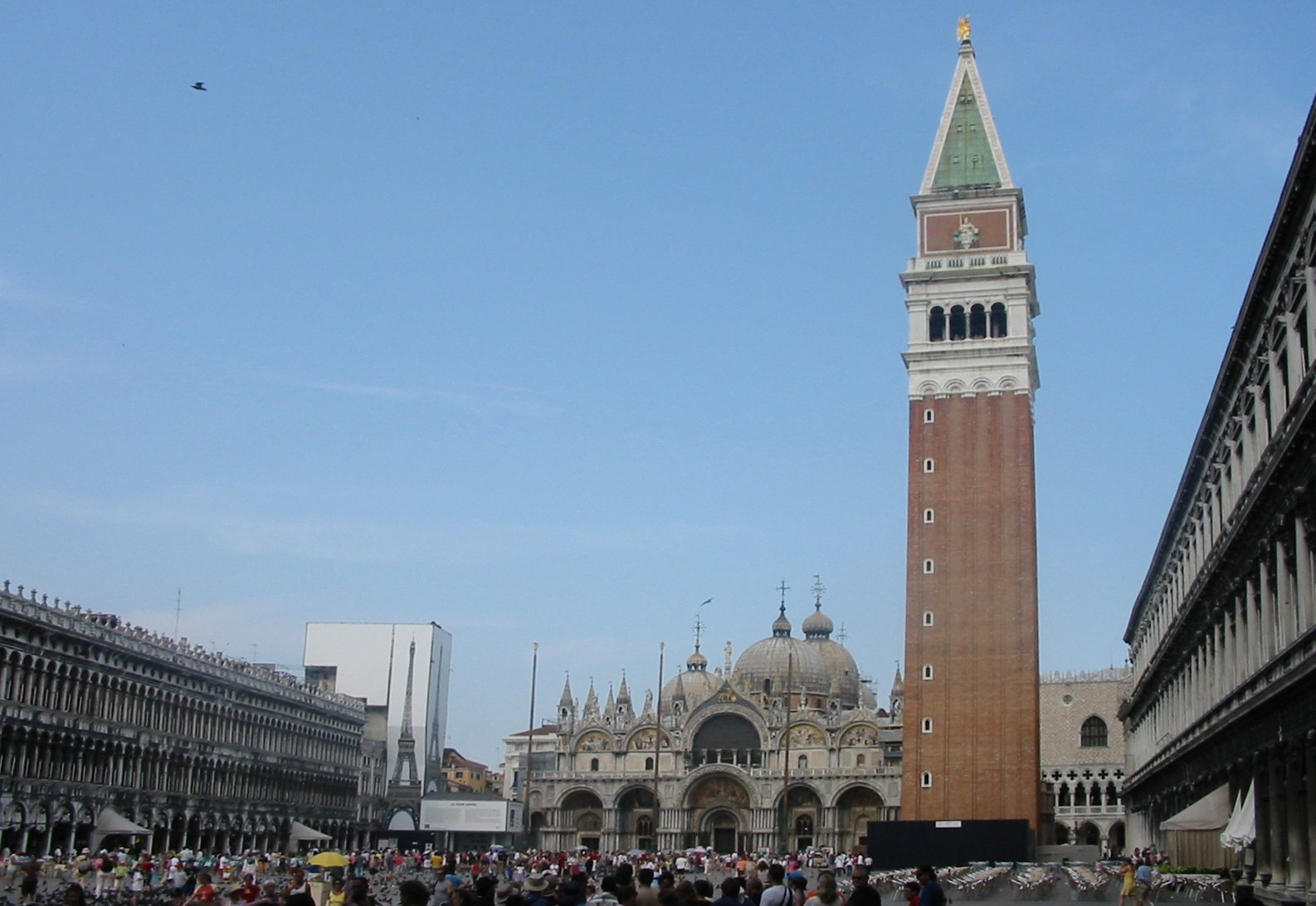
Piazza San Marco
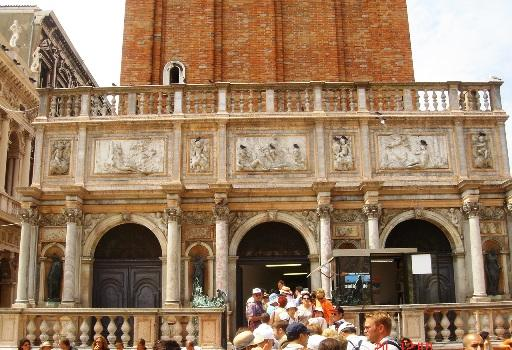
Porta del campanile: Loggetta di Sansovino
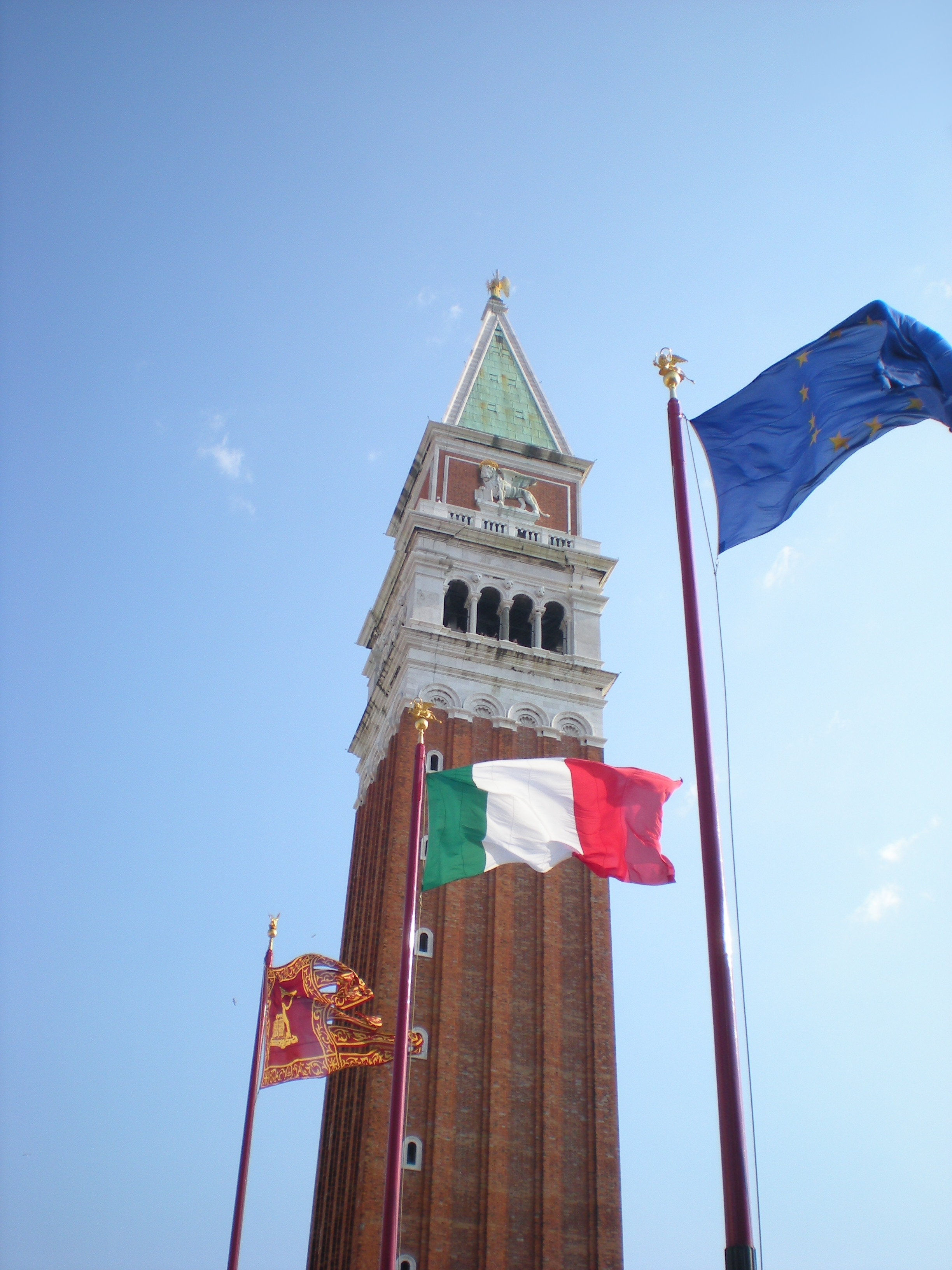
Il campanile con le bandiere italiana, europea e veneziana
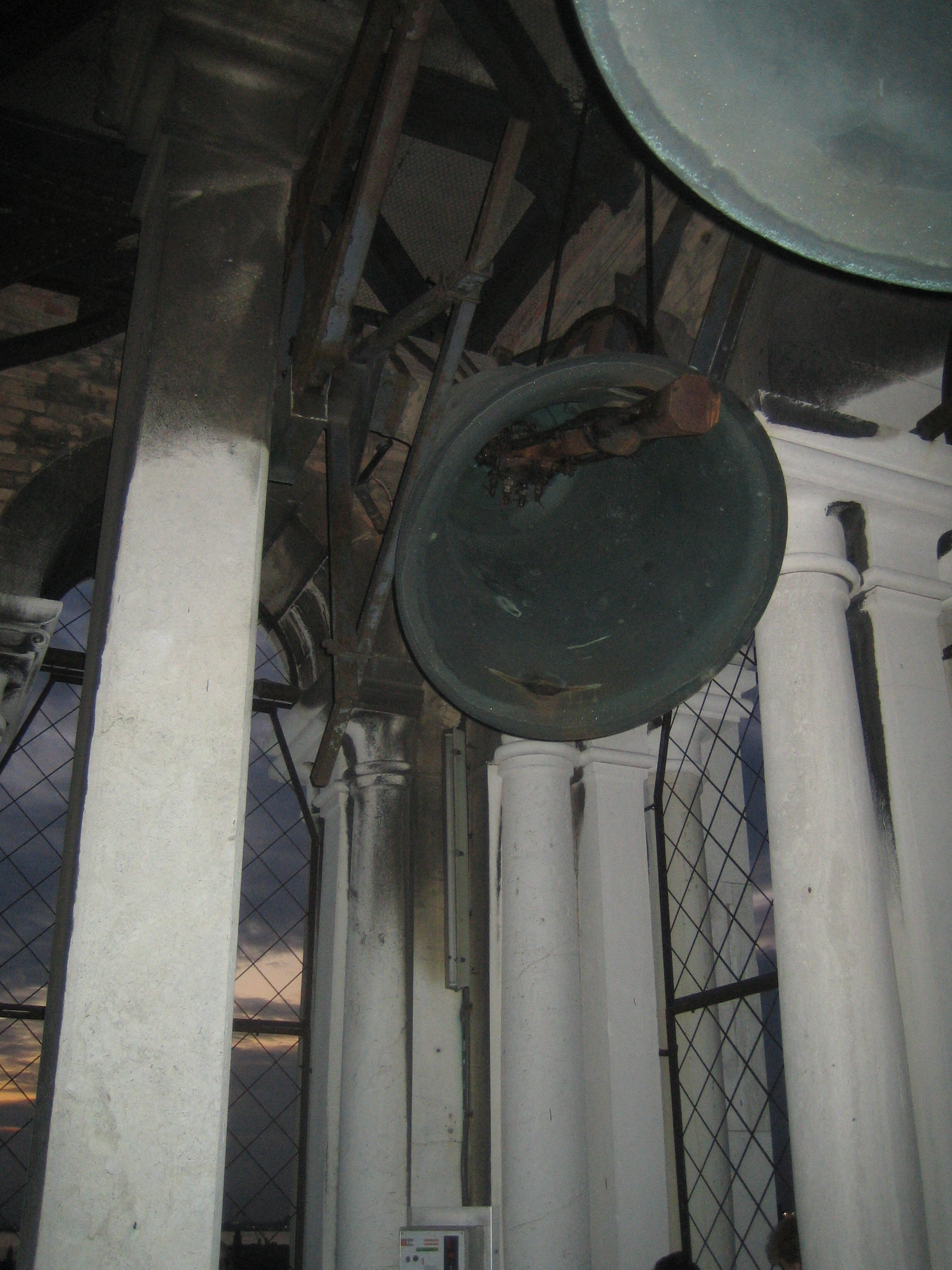
Suono serale a slancio della campana Renghiera, la più piccola del concerto
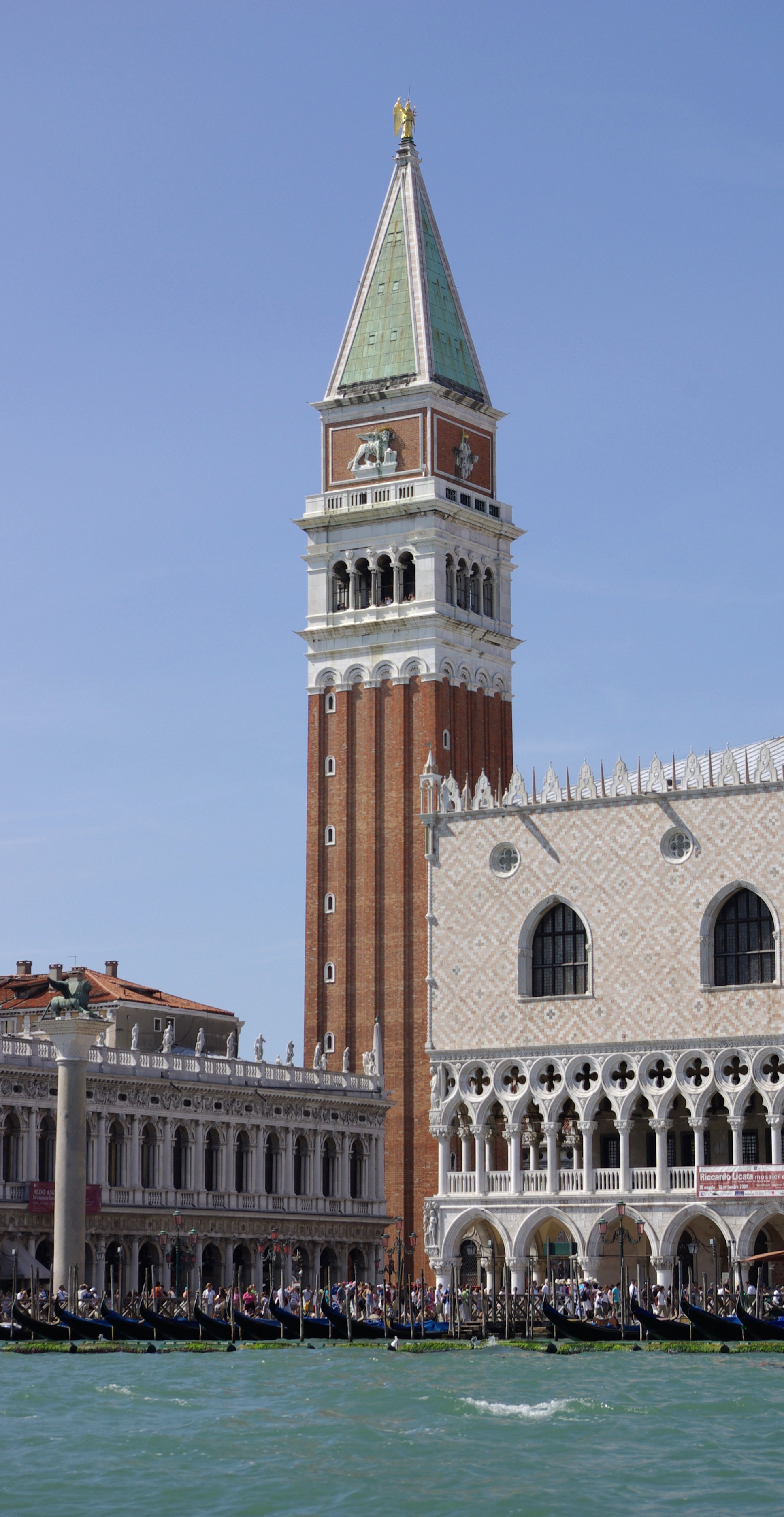
Il campanile visto dalla laguna
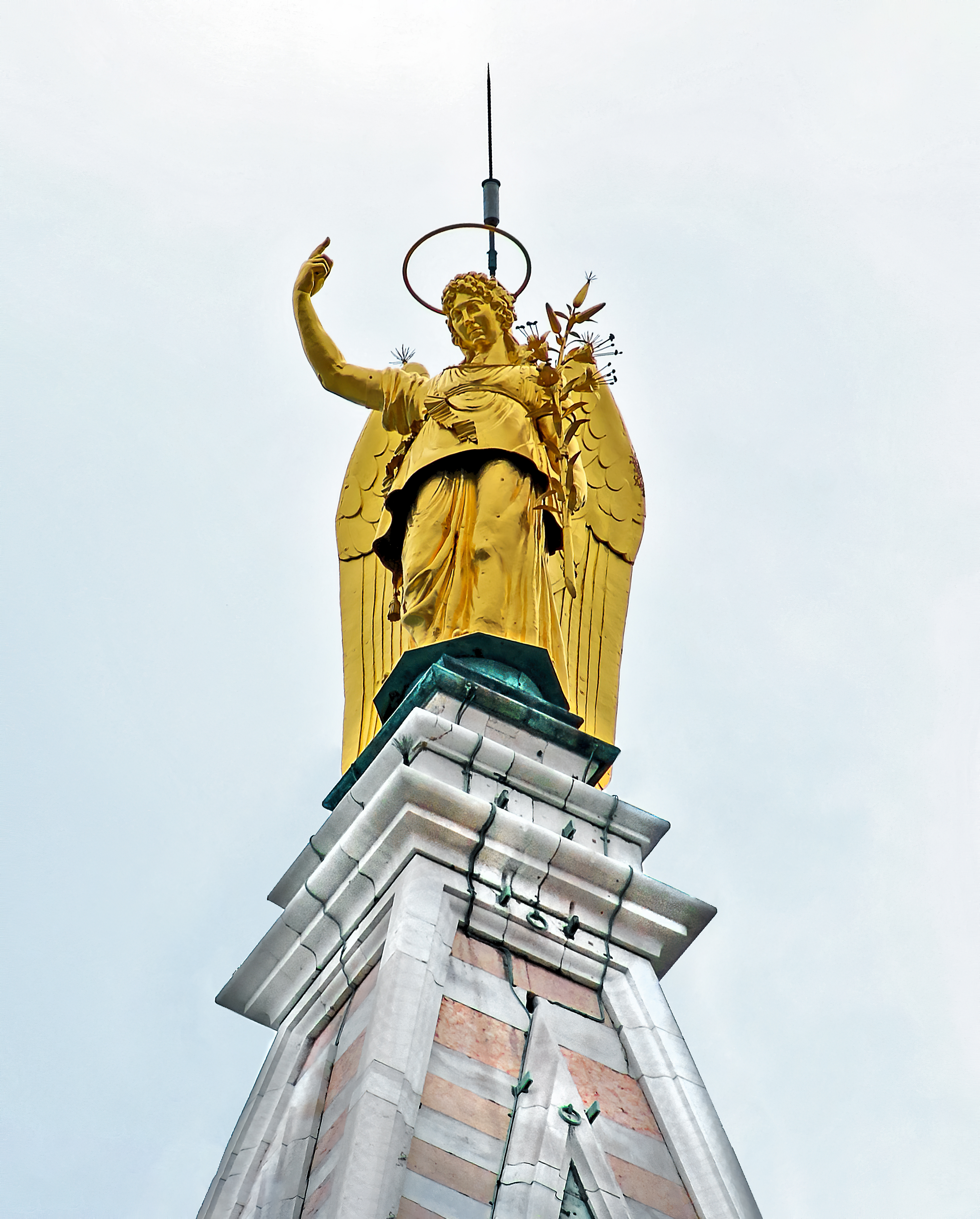
Statua raffigurante l'Arcangelo Gabriele, alta 3,68 m